# Erica Chenoweth
Erica Chenoweth (nascuda el 22 d'abril de 1980) és una politòloga americana, professora de política pública a la Kennedy School de Harvard i a l'Institut Radcliffe d'Estudis Avançats. És coneguda per la seva recerca sobre els moviments de resistència civil no violenta.
Chenoweth, juntament amb Maria J. Stephan (que llavors era al Departament d'Estat dels Estats Units), van escriure el llibre Why Civil Resistance Works. Chenoweth i Stephan van organitzar un equip internacional d'investigadors per tal d'identificar tots els principals intents de canviar el govern al llarg del segle xx, tant des de la violència com des de la no-violència. Els resultats van donar lloc a una teoria de la resistència civil, així com una anàlisi del seu percentatge d'èxit pel que fa a provocar canvis polítics (en comparació amb la resistència violenta).
L'equip va comparar més de 200 revolucions violentes i més de 100 campanyes no-violentes. Les seves dades mostren que el 26% de les revolucions violentes van tenir èxit, mentre que en el cas de les campanyes no-violentes l'èxit va ser del 53%. A més, les dades de looking at change in democracy suggereixen que la noviolència promou desenllaços democràtics, mentre que la violència promou tirania en el desenllaç.
En el conjunt de dades que es van recollir, totes les campanyes que van arribar a una participació activa d'almenys un 3.5% de la població van tenir èxit (moltes van tenir èxit amb un menor percentatge). Totes les campanyes que van superar aquest llindar eren no-violentes; cap campanya violenta va travessar el llindar.
La seva recerca en resistència civil va inspirar el moviment ecologista Rebel·lió o Extinció.